# Fischerwerke
El Grupo Fischer es una empresa industrial alemana que opera en todo el mundo en los campos de tecnología de fijación (tacos Fischer), interiores de automóviles y juguetes de construcción (Fischertechnik, FischerTIP). El grupo de empresas Fischer surgió de Artur Fischer GmbH & Co. KG, fundada en 1948 en Waldachtal en Baden-Württemberg.

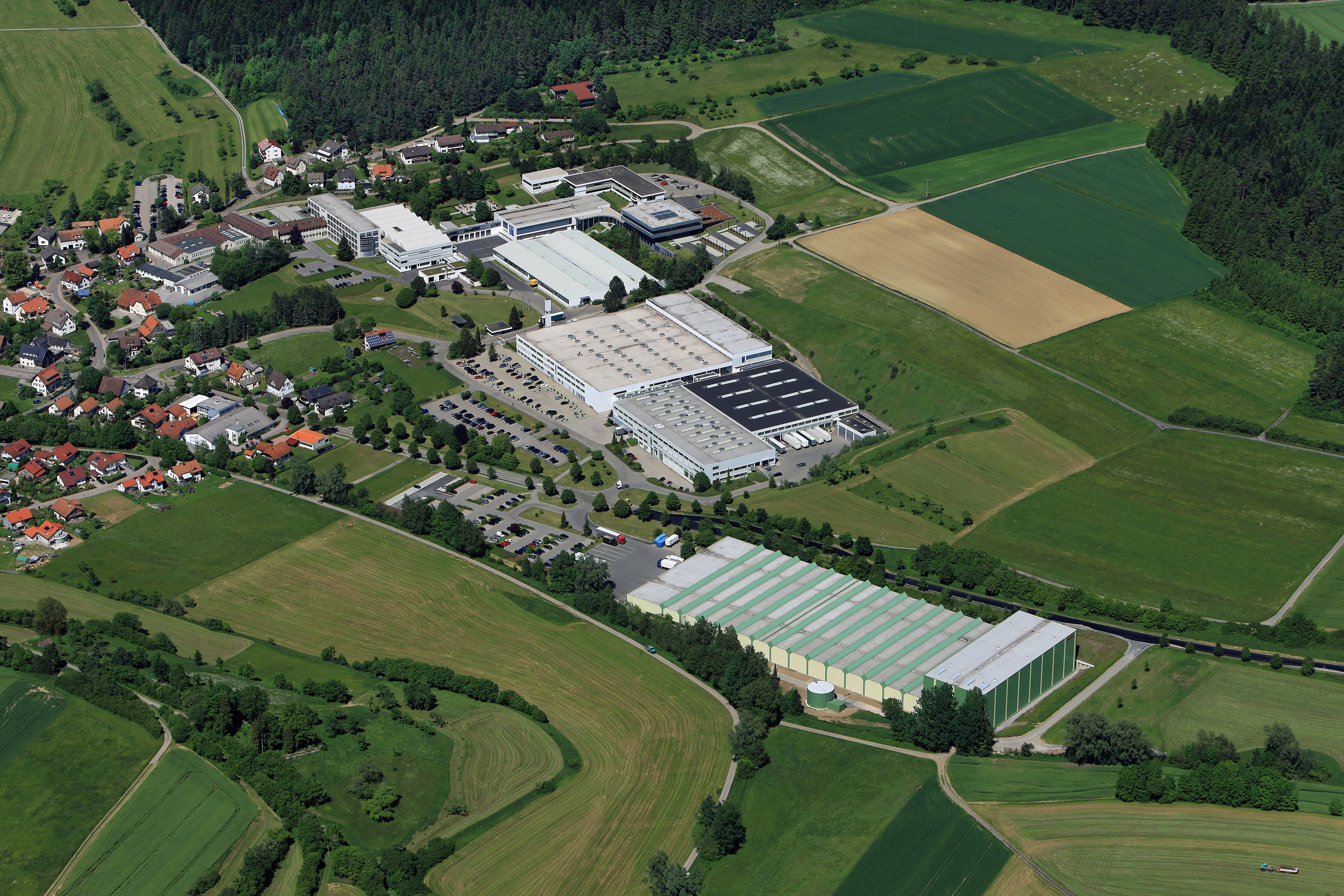
Grupo de empresas fischer

## La estructura de la empresa
El negocio familiar se desarrolló desde 1980 en la segunda generación por Klaus Fischer. En la década de 1990 se hizo cargo de la mayoría de las acciones del grupo de su padre, Artur Fischer. Desde 2001, el 98 por ciento de las acciones estaban en Klaus Fischer, el uno por ciento cada una con sus dos hijos Jörg Klaus y Frank. Actualmente (2014), el 40% de las acciones son con los dos hijos y el 60% con Klaus Fischer. A principios de 2011, Jörg Klaus Fischer se hizo cargo de la gestión operativa del grupo. Ha sido miembro del consejo de administración de cierres desde 2008. A petición suya, Jörg Klaus Fischer abandonó la empresa nuevamente en marzo de 2012. Desde entonces, la gestión operativa ha estado de nuevo con Klaus Fischer.
En 2011, el grupo de empresas con alrededor de 3900 empleados generó ventas consolidadas de 606 millones de euros en todo el mundo. Alrededor de tres cuartas partes de las ventas se generan en el extranjero. La participación de fabricación en Alemania supera el 50 por ciento. 2000 empleados están empleados en Alemania, más de 1200 de ellos en la sede de Waldachtal. Otros lugares alemanes son Horb (Automotriz), Freiburg-Hochdorf y Denzlingen. Fischer fabrica en el extranjero en Italia (Padua), República Checa, China, Argentina, Brasil y Estados Unidos. Fischer tiene 46 subsidiarias en 34 países y distribuye sus productos en más de 100 países. En 2011, se registraron 13.2 patentes por cada 1,000 empleados de la fuerza laboral (promedio de la industria: 0.54). Más del 35 por ciento de las patentes se convierten en nuevos productos, procesos y aplicaciones (promedio: 10 por ciento).
El grupo de empresas se divide en cuatro divisiones: con mucho, el área más grande es sistemas de fijación. Fischer desarrolla, produce y vende productos químicos y anclajes metálicos, así como anclajes de plástico para diversas aplicaciones y materiales de construcción. En particular, los sistemas de sujeción química han contribuido al crecimiento. Por cerca de 6.000 artículos programa integral incluye líneas de productos de fontanería, calefacción, ventilación e instalación de aire acondicionado, sistemas eléctricos y de construcción, sistemas de fachadas, accesorios para sistemas de redes de calefacción, de construcción químicos (adhesivos y sellantes, protección contra incendios) y fortificaciones directos. Desde julio de 2009, Fischer ofrece una gama de 2700 tornillos 

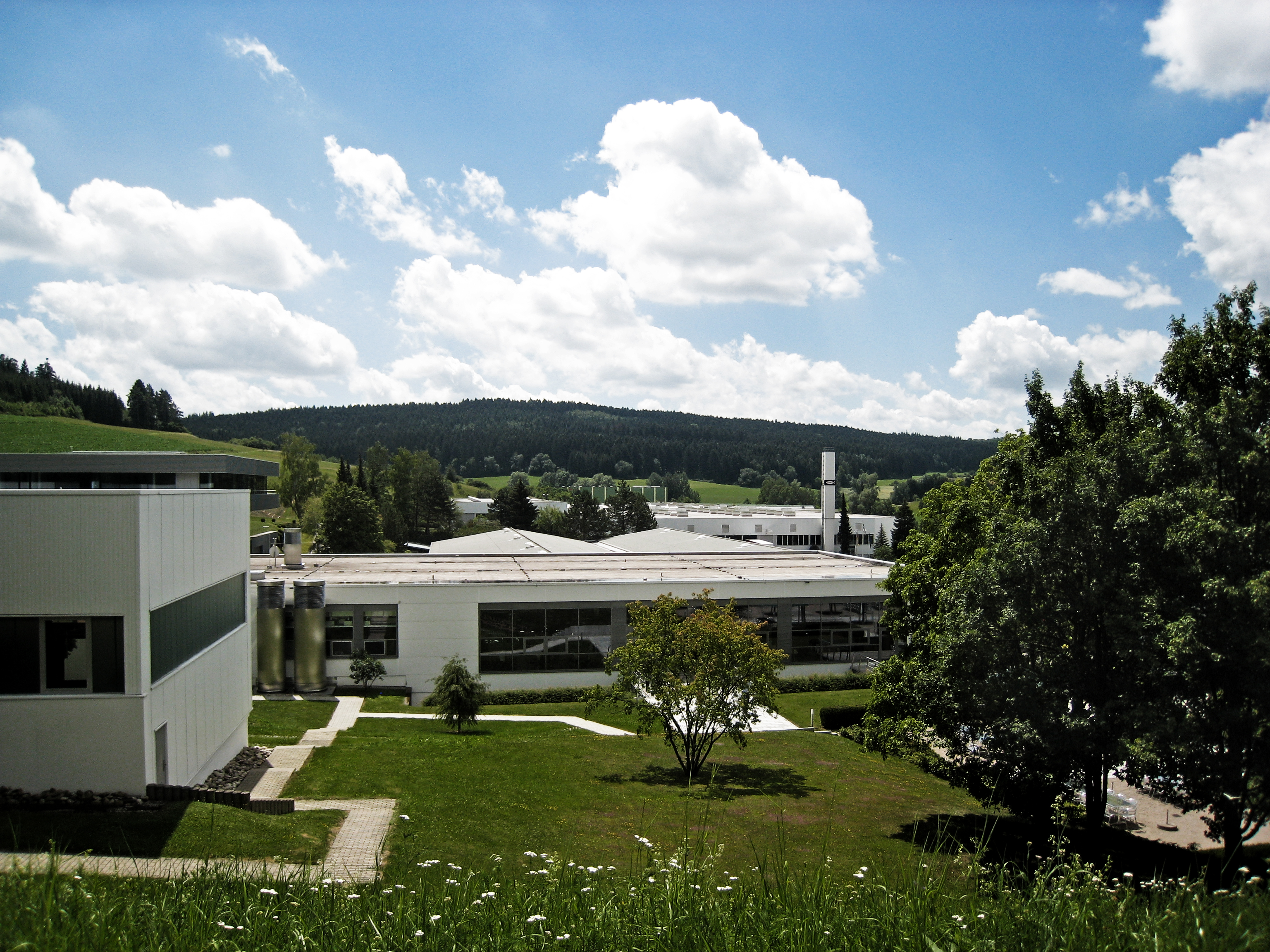
Sede del grupo en Waldachtal, Alemania

para madera. El Fischer AKADEMIE es responsable de la consultoría, el software de diseño y la capacitación sobre productos. productos Fischer se utilizaron en el Burj Khalifa, el túnel de base San Gotardo, así como para asegurar la fachada de cristal que sobresale en el Museo Porsche en Stuttgart.
La segunda división más grande, Fischer automotive systems GmbH & Co. KG, con sede en Horb am Neckar, desarrolla y produce componentes interiores para los equipos originales de automóviles. Además de componentes cinemáticos como portavasos y ceniceros, los sistemas de archivo y las boquillas de ventilación forman parte de la cartera de productos. Además de Alemania, Fischer produce automóviles en la República Checa, China y los Estados Unidos. La base del área se estableció en 1982 con un sistema de almacenamiento para casetes de música (Fischer CBOX).
El juguete de construcción fischertechnik se lanzó al mercado en 1965. Desde el comienzo de la década de 1980, los modelos fischertechnik se pueden controlar con la computadora. También se usa en la industria para simular procesos. Desde finales de la década de 1990, fischer TiP también ha estado disponible, un material creativo ecológico elaborado con almidón de patata y colorante para alimentos.
El segmento de negocios más reciente es Fischer Consulting, fundado en 2004. Asesora a los clientes en la optimización de sus procesos, con el objetivo de evitar el desperdicio. La base es el Sistema de Proceso de Fischer (fPS), que se ha desarrollado desde 2000, para agilizar todos los procesos.
Los Fischerwerke son miembros de la Asociación Empresarial de Empresas Industriales de Baden. 

## Historia
La compañía fue fundada en 1948 en Hörschweiler en el Waldachtal por Artur Fischer. Los primeros productos fueron interruptores de telar y encendedores eléctricos. La invención del flash sincronizado provocó un crecimiento acelerado en 1949 y el traslado al pueblo vecino de Tumlingen. Con el S-Dowel, un ancla de expansión de nylon en 1958, Fischer se convirtió en un éxito en el mercado de fijación. Se agregó otro segmento comercial en 1965, el sistema modular Fischertechnik. En 1980, Klaus Fischer se hizo cargo de la gestión general del grupo de empresas, que en ese momento logró ventas de alrededor de 80 millones de euros con 1480 empleados. Bajo su dirección, la internacionalización de la compañía fue impulsada. La extensión de los productos a los anclajes químicos y metálicos también tuvo lugar a partir de este momento. En 1982, Fischer entró en la producción de componentes automotrices con CBOX. En 1993, Fischer se hizo cargo de su competidor Upat de Emmendingen, seguido en 1997 por la compañía Rocca. El sector de la automoción se escindió en 2001 en el sistema automotriz independiente Fischer GmbH & Co. KG. También para Fischertechnik a own GmbH se fundó en 2004. El negocio de consultoría de procesos comenzó sus actividades en 2004 con la fundación de Fischer Consulting GmbH. Desde 2009, Fischer también ha estado produciendo tornillos para madera además de sistemas de fijación.